# Бермуди на Светском првенству у атлетици у дворани 1987.
Бермуди су други пут учествовали на Светском првенству у атлетици у дворани 1987. одржаном у Индијанаполису од 6. до 8. марта. Репрезентацију Бермуда представљала су два такмичара (1 мушкарац и 1 жена) који су се такмичили у две дисциплине (једна мушка и једна женска).
Такмичари Бермуда нису освојили ниједну медаљу али су оборили националне рекорде.

## Учесници
| Мушкарци: - Вилијам Трот — 60 м | Жене: - Дона Бин — 800 м |  |

## Резултати

### Мушкарци
| Атлетичар    | Дисциплина | Лични рекорд | Квалификације | Квалификације | Полуфинале | Полуфинале | Финале               | Финале       | Детаљи |
| Атлетичар    | Дисциплина | Лични рекорд | Резултат      | Место         | Резултат   | Место      | Резултат             | Место        | Детаљи |
| ------------ | ---------- | ------------ | ------------- | ------------- | ---------- | ---------- | -------------------- | ------------ | ------ |
| Вилијам Трот | 60 м       |              | 6,69 КВ, НР   | 3. у гр. 6    | 6,71       | 6. у гр. 2 | Није се квалификовао | 12 / 41 (46) |        |

### Жене
| Атлетичарка | Дисциплина | Лични рекорд | Квалификације | Квалификације | Финале                | Финале  | Детаљи |
| Атлетичарка | Дисциплина | Лични рекорд | Резултат      | Место         | Резултат              | Место   | Детаљи |
| ----------- | ---------- | ------------ | ------------- | ------------- | --------------------- | ------- | ------ |
| Дона Бин    | 800 м      |              | 2:13.98 НР    | 7. у гр. 3    | Није се квалификовала | 18 / 19 |        |